# RyanDan (álbum)
RyanDan es el álbum debut del dúo canadiense RyanDan. Fue lanzado el 27 de septiembre de 2007 en el Reino Unido por Universal Classics and Jazz y en meses siguientes, a nivel internacional. Fue producido por Steve Anderson.
El álbum se desarrolla dentro del estilo classical crossover, con elementos operísticos y pop. La edición regular a nivel internacional cuenta con doce canciones, siendo una de ellas "Tears Of An Angel" ("Lágrimas de un ángel"), compuesta por los gemelos en homenaje a su sobrinita Tal tras diagnosticársele a los 3 años y medio un tumor cerebral por el que falleciera poco antes de la salida del álbum. Otra canción de su autoría es "Always" ("Siempre"), incluida sólo en la edición australiana, y que habla de los lazos fraternales que los unen. La edición canadiense incluye una versión de "Like The Sun" en francés. También cantan en italiano en "Dentro me" y en inglés e italiano en "The Prayer".
El disco se ubicó en el puesto N.º 7 en la semana de su lanzamiento en el Reino Unido, lo que no sólo les valió el disco de oro, sino que también les otorgó la distinción de convertirse en el primer dúo de gemelos idénticos que llegara a colocar un álbum dentro de los diez principales de la tabla de éxitos musicales británica. En Canadá se colocó en el puesto N.º 9 y en Hong Kong en el N.º 4, conquistando el disco de oro también en estos mercados.

## Lista de canciones
| N.º | Título                  | Autor(es)                                         |      |
| --- | ----------------------- | ------------------------------------------------- | ---- |
| 1.  | "Like The Sun"          | J. Tzuke, P. Gordeno                              | 4:27 |
| 2.  | "The Face"              | S. Moccio, M. Masri                               | 3:25 |
| 3.  | "High"                  | J. Tzuke, D. Goodes                               | 4:17 |
| 4.  | "The Prayer"            | D. Foster, C. Bayer Sager                         | 4:26 |
| 5.  | "In Us I Believe"       | J. Hartman, K. Robinson                           | 3:17 |
| 6.  | "Wind Beneath My Wings" | L. Henley, J. Silbar                              | 4:15 |
| 7.  | "I'll Be There"         | H. David, B. Gordy Jr., W. Hutch, B. West         | 4:38 |
| 8.  | "Bring Him Home"        | A. Boublil, J. Fenton, H. Kretzmer, C-M Schönberg | 3:53 |
| 9.  | "Dentro me"             | S. Anderson, L. Greene, G. Hedding                | 3:43 |
| 10. | "Stay With You"         | S. Anderson, A. Foster-Gillies                    | 3:33 |
| 11. | "You Needed Me"         | S. Anderson, J. Hartman                           | 3:49 |
| 12. | "Tears Of An Angel"     | R. Kowarsky, D. Kowarsky, S. Mackinnon, A. Sky    | 3:30 |

### Pistas adicionales
| N.º | Título   | Edición             |
| --- | -------- | ------------------- |
| 13. | "Always" | Edición australiana |

| N.º | Título                           | Edición            |
| --- | -------------------------------- | ------------------ |
| 13. | "Comme le soleil" (Like The Sun) | Edición canadiense |